# رمضان آباد (مقاطعة دلفان)
رمضان‌آباد (بالفارسية: رمضان‌آباد) هي قرية تقع في قسم ميربغ الشمالي الريفي (مقاطعة دلفان) في إيران. يقدر عدد سكانها بـ 165 نسمة .